# 大逃港
《大逃港》，作者陈秉安，是一本记者报告书，通过走访深圳等地记述了中华人民共和国建立前后，从中国大陆偷渡至香港的血泪故事。

## 內容
本書作者通過親訪大逃港時期的人及到不同省市查找當年的檔案資料，講述了大逃港時期的背景、過程和影響。
为了弄清這段歷史，作者前後用了22年时间，采訪了百餘名相關人物，收集了大量资料。2010年10月，其長篇报告文学《大逃港》公開出版。 
在一些歷史研究者看来，深圳特區成立30周年之際，這部30多萬字作品的问世，有着極為重要的象徵意義。因为，“这段此起彼伏规模宏大的逃港風潮，为中國改革开放最为重要的决策之一——深圳经濟特區的設立，做了一个深刻而令人心酸的铺垫”。
作者總會不断重覆深圳寶安的一个農民對他說過的一句話：“‘改革開放’这４個字，你们是用筆寫的，我们是用血寫的！”

## 作者簡介
陈秉安是湖南省桂陽縣人，是記者也是作家，是中國作家協會會員，深圳市作家協會副主席。他1978年考入湖南師範學院中文系，從事新聞工作多年。長篇報告文學《深圳的斯芬克斯之謎》獲1990－1991年全國報告文學獎。